# Sipmaniella
Sipmaniella is een monotypisch geslacht van korstmossen behorend tot de familie Megalosporaceae. Het bevat alleen Sipmaniella sulfureofusca.